# Bolgarski evrokovanci
Bolgarski evrokovanci še niso oblikovani. Nadomestili bodo trenutno nacionalno valuto, bolgarski lev, po izpolnitvi konvergenčnih kriterijev. Bolgarija si je sprva za datum uvedbe evra zadala 1. januarja 2012.
Ob podpisu pristopne pogodbe k Evropski uniji 25. aprila 2005 je Bolgarija izdala priložnostni kovanec z vrednostjo 1.95583 leva, kar je enakovredno enemu evru.
10. julija 2020 je Bolgarija skupaj s Hrvaško pristopila k ERM-2, v katerem mora biti članica vsaj dve leti kot predpogoj za uvedbo evra. Trenutni vladni cilj je uvedba evra s 1. januarjem 2025.